# Mailleroncourt-Saint-Pancras
Mailleroncourt-Saint-Pancras ist eine Gemeinde im französischen Département Haute-Saône in der Region Bourgogne-Franche-Comté.

## Geographie
Mailleroncourt-Saint-Pancras liegt auf einer Höhe von 290 m über dem Meeresspiegel, drei Kilometer östlich von Vauvillers und etwa 33 Kilometer nördlich der Stadt Vesoul (Luftlinie). Das Dorf erstreckt sich im nördlichen Teil des Departements, auf einem Höhenrücken südlich des Tals des Côney, westlich des Charbeaumont am Rand des Plateaus La Vôge.
Die Fläche des 14,90 km² großen Gemeindegebiets umfasst einen Abschnitt in der leicht gewellten Landschaft östlich des oberen Saônetals. Der zentrale Teil des Gebietes wird von einer Hochfläche eingenommen, die durchschnittlich auf 300 m liegt und überwiegend landwirtschaftlich genutzt wird. Mit 331 m wird auf dem Charbeaumont östlich des Dorfes die höchste Erhebung von Mailleroncourt-Saint-Pancras erreicht. Begrenzt wird die Hochfläche von Mailleroncourt im Osten von der Niederung der Superbe und im Nordwesten von den Talmulden der Quellbäche des Ruisseau de la Prairie (Zufluss des Côney), nämlich des Ruisseau du Moulin und des Ru de Naud.
Nach Norden erstreckt sich das Gemeindeareal in das ausgedehnte Waldgebiet des Grand Bois de la Vaivre und des Bois de la Craie. Die nördliche Abgrenzung markiert der Côney, der durch eine Alluvialniederung nach Westen zur Saône fließt. Die Talebene liegt auf durchschnittlich 245 m und weist eine Breite von maximal einem Kilometer auf.
In geologisch-tektonischer Hinsicht besteht der südliche Teil des Gemeindegebietes aus Muschelkalk der mittleren Trias. Nördlich daran schließt eine Zone mit sandig-mergeligen und kalkigen Sedimenten an, die während der Lias (Unterjura) abgelagert wurden. Im Grand Bois de la Vaivre tritt Buntsandstein der Untertrias zutage.
Die Doppelgemeinde besteht aus dem Ort Mailleroncourt (290 m) und dem Weiler Saint-Pancras (300 m). Nachbargemeinden von Mailleroncourt-Saint-Pancras sind Pont-du-Bois, Ambiévillers und Fontenoy-le-Château im Norden, Fontenois-la-Ville und Betoncourt-Saint-Pancras im Osten, Girefontaine und Melincourt im Süden sowie Vauvillers im Westen.

## Geschichte
Erstmals urkundlich erwähnt wird Mailleroncourt im Jahr 1310. Im Mittelalter gehörte das Dorf zur Freigrafschaft Burgund und darin zum Gebiet des Bailliage d’Amont. Die lokale Herrschaft hatten die Herren von Saint-Loup inne. Zusammen mit der Franche-Comté gelangte der Ort mit dem Frieden von Nimwegen 1678 definitiv an Frankreich. 1806 fusionierten Mailleroncourt und Saint-Pancras zur Doppelgemeinde.

## Sehenswürdigkeiten

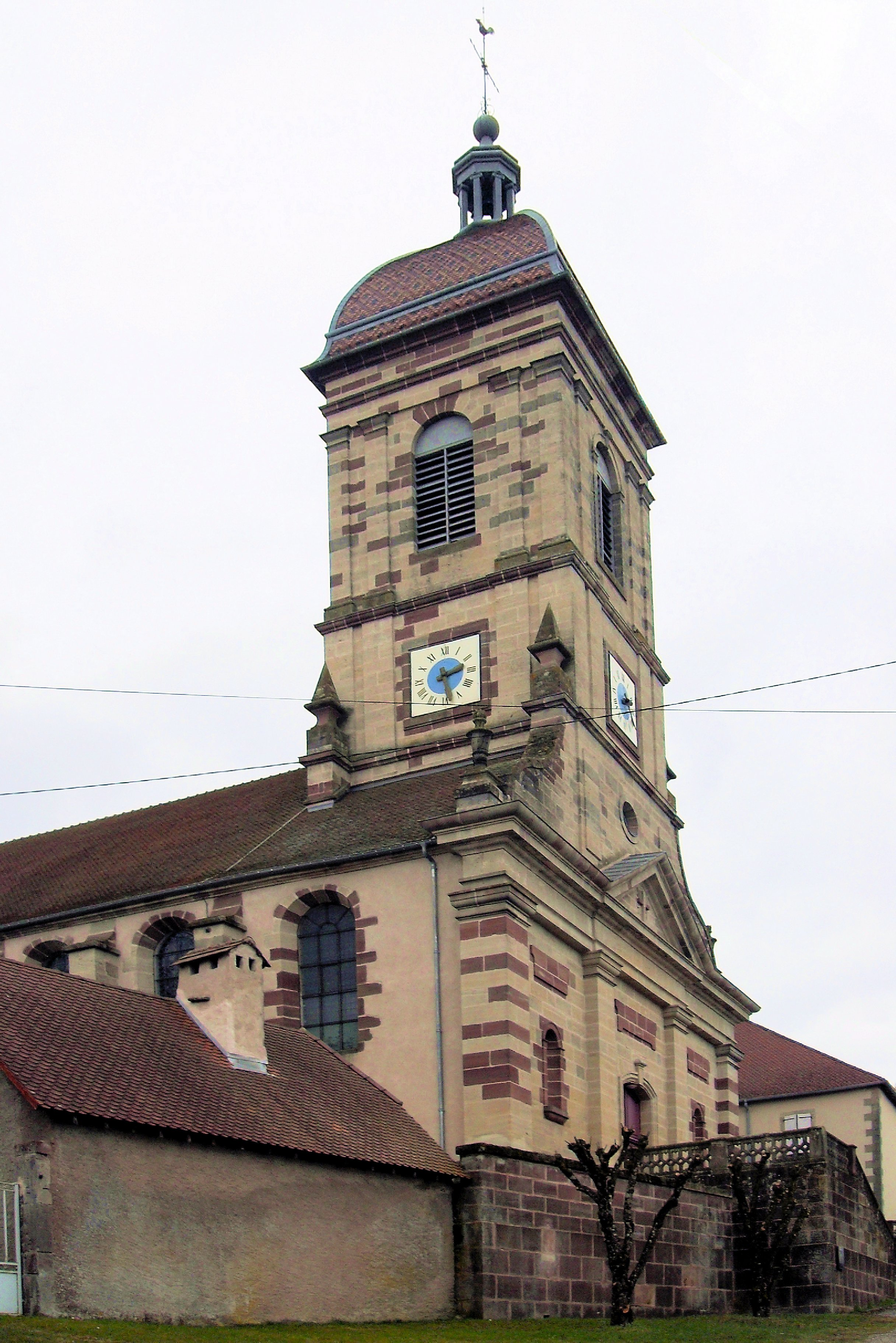
Kirche St. Peter und Paul

Die Kirche Saint-Pierre-et-Saint-Paul wurde 1785 als Hallenkirche im klassischen Stil neu erbaut und ist als Monument historique klassiert. Zur bemerkenswerten Innenausstattung gehören der Hauptaltar, zwei Statuengruppen aus dem 18. Jahrhundert und verschiedene vergoldete Statuetten. Auf dem Friedhof steht ein Calvaire aus dem 18. Jahrhundert. Der alte Ortskern ist geprägt von zahlreichen Häusern aus dem 17. und 18. Jahrhundert, die den traditionellen Stil der Haute-Saône zeigen. Über dem zu Beginn des 19. Jahrhunderts errichteten Lavoir wurde 1842 die Mairie (Gemeindehaus) erbaut.

## Bevölkerung
| Jahr                       | 1962 | 1968 | 1975 | 1982 | 1990 | 1999 | 2006 |
| Einwohner                  | 210  | 218  | 196  | 191  | 205  | 213  | 214  |
| Quellen: Cassini und INSEE |      |      |      |      |      |      |      |

Mit 186 Einwohnern (1. Januar 2022) gehört Mailleroncourt-Saint-Pancras zu den kleinen Gemeinden des Département Haute-Saône. Nachdem die Einwohnerzahl in der ersten Hälfte des 20. Jahrhunderts deutlich abgenommen hatte (1886 wurden noch 571 Personen gezählt), wurden seit Beginn der 1960er Jahre nur noch geringe Schwankungen verzeichnet.

## Wirtschaft und Infrastruktur
Mailleroncourt-Saint-Pancras war lange Zeit ein vorwiegend durch die Landwirtschaft (Ackerbau, Weinbau und Viehzucht) und die Forstwirtschaft geprägtes Dorf. Im 19. Jahrhundert wurde das wirtschaftliche Leben durch ein Schmiedewerk bestimmt. Heute gibt es einige Betriebe des lokalen Kleingewerbes. Am Côney befindet sich ein Elektrizitätswerk. In den letzten Jahrzehnten hat sich das Dorf zu einer Wohngemeinde gewandelt. Viele Erwerbstätige sind deshalb Wegpendler, die in den größeren Ortschaften der Umgebung ihrer Arbeit nachgehen.
Die Ortschaft ist verkehrstechnisch gut erschlossen. Sie liegt an der Hauptstraße D417, die von Luxeuil-les-Bains via Vauvillers nach Bourbonne-les-Bains führt. Weitere Straßenverbindungen bestehen mit Pont-du-Bois, Fontenois-la-Ville, Betoncourt-Saint-Pancras und Melincourt.